# Londýnské akvárium
Londýnské akvárium je jednou z největších evropských soustav akvárií. Zahrnuje asi 50 nádrží obsahujících 2 milióny litrů vody v nichž je soustředěno 350 druhů vodních živočichů mimo jiné žraloci, rejnoci, murény a krabi. 
Akvárium má tři patra a 14 různých zón – sladkovodní, potoční, Atlantský oceán – povrchová a hlubinná část, řeka a rybník, Tichý oceán – povrchová a hlubinná část, Indický oceán, vodní nádrž, teplovodní, korálový útes, bezobratlí, tropické vody, pobřežní vody, tropický deštný prales. 
Je umístěno v County Hall na jižním nábřeží řeky Temže ve Westminsteru, poblíž Londýnského oka.
Cena jednotlivé vstupenky pro dospělého (2016) je 19,5 £.

## Doprava

### Metro
- Westminster (trasy Circle, Jubilee a District)
- Waterloo (trasy Northern, Bakerloo, Waterloo & City)